# Salpesia bicolor
Salpesia bicolor là một loài nhện trong họ Salticidae.
Loài này thuộc chi Salpesia. Salpesia bicolor được Eugen von Keyserling miêu tả năm 1883.